# Такатихо
Така́тихо (яп. 高千穂町 Такатихо-тё:) — посёлок в Японии, находящийся в уезде Нисиусуки префектуры Миядзаки. Площадь посёлка составляет 237,32 км², население — 12 861 человек (1 августа 2014), плотность населения — 54,19 чел./км².

## Географическое положение
Посёлок расположен на острове Кюсю в префектуре Миядзаки региона Кюсю. С ним граничат города Такета, Бунгооно, посёлки Хинокаге, Гокасе, Такамори, Ямато и село Мороцука.

## Население
Население посёлка составляет 12 861 человек (1 августа 2014), а плотность — 54,19 чел./км². Изменение численности населения с 1980 по 2005 годы:
| 1980 | 19 957 чел. |  |
| 1985 | 19 170 чел. |  |
| 1990 | 18 093 чел. |  |
| 1995 | 16 780 чел. |  |
| 2000 | 15 843 чел. |  |
| 2005 | 14 778 чел. |  |

## Символика
Деревом посёлка считается Michelia compressa, цветком — глициния, птицей — Emberiza cioides.